# New Ulm (Minnesota)
New Ulm település az Amerikai Egyesült Államok Minnesota államában, Brown megyében, melynek megyeszékhelye is. Lakosainak száma 14 120 fő (2020. április 1.).

## Népesség
A település népességének változása:

| 2010 | 13 522 |
| 2020 | 14 120 |